# Świdnica (gemeente in powiat Świdnicki)
De gemeente Świdnica (Duits: Schweidnitz) is een gemeente in het Poolse woiwodschap Neder-Silezië, in powiat Świdnicki (Neder-Silezië).
De gemeentezetel is in Świdnica (stad).

## Administratieve plaatsen (sołectwo)
Bojanice, Boleścin, Burkatów (Duits: Burkersdorf), Bystrzyca Dolna, Bystrzyca Górna, Gogołów, Grodziszcze, Jagodnik, Jakubów, Komorów, Krzczonów, Krzyżowa, Lubachów, Lutomia Dolna, Lutomia Górna, Makowice, Miłochów, Modliszów, Mokrzeszów, Niegoszów, Opoczka, Panków, Pogorzała, Pszenno, Słotwina, Stachowice, Sulisławice, Wieruszów, Wilków, Wiśniowa, Witoszów Dolny, Witoszów Górny, Zawiszów.
Zonder de status sołectwo : Mała Lutomia, Stachowiczki, Złoty Las.